# Gråstreckad backmätare
Gråstreckad backmätare (Scotopteryx luridata) är en fjärilsart som beskrevs av Johann Siegfried Hufnagel 1767. Gråstreckad backmätare ingår i släktet backmätare, och familjen mätare, Geometridae. Enligt den svenska rödlistan är arten sårbar, (VU)  i Sverige. Arten förekommer sällsynt i Skåne, Halland och Småland.

## Bildgalleri

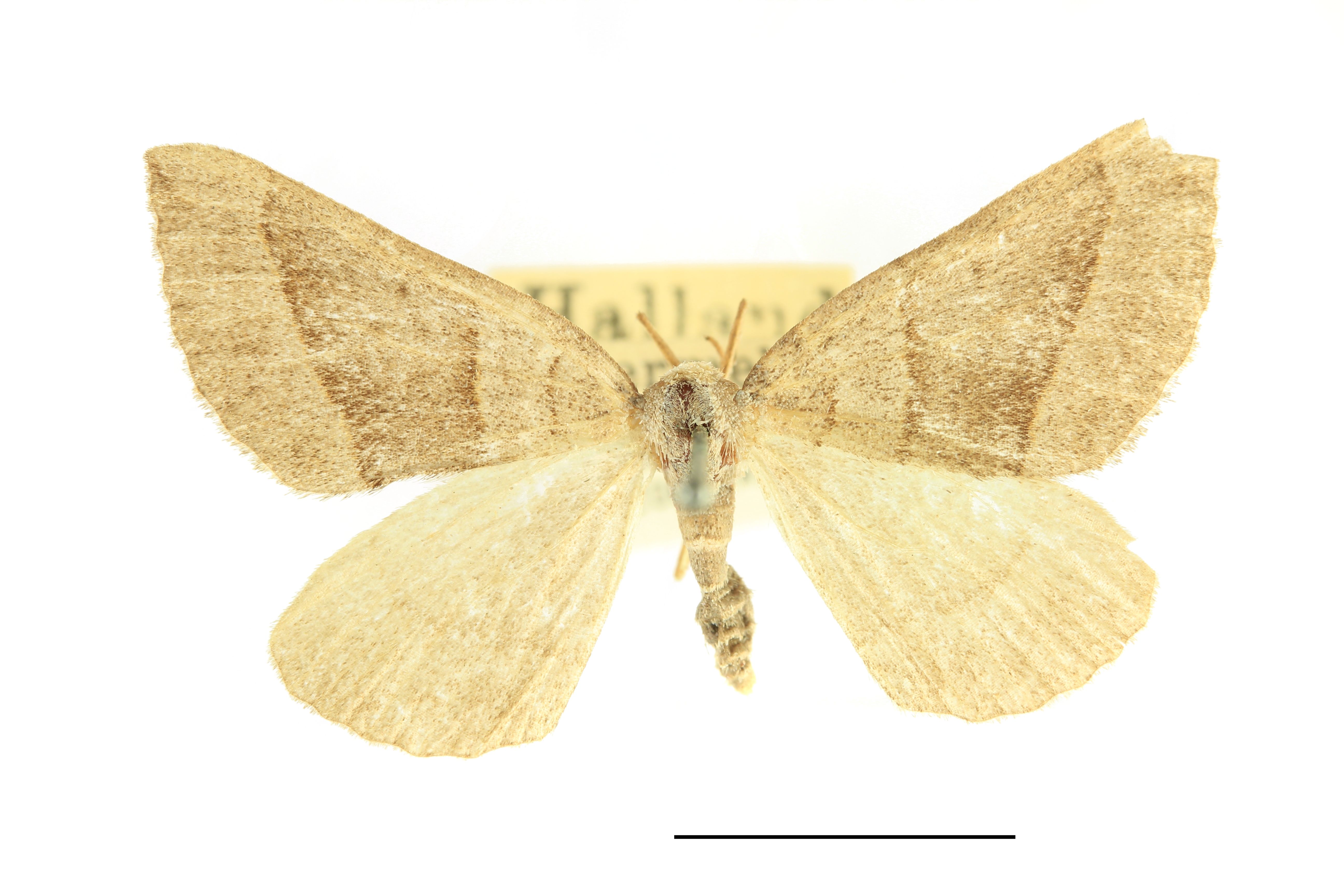
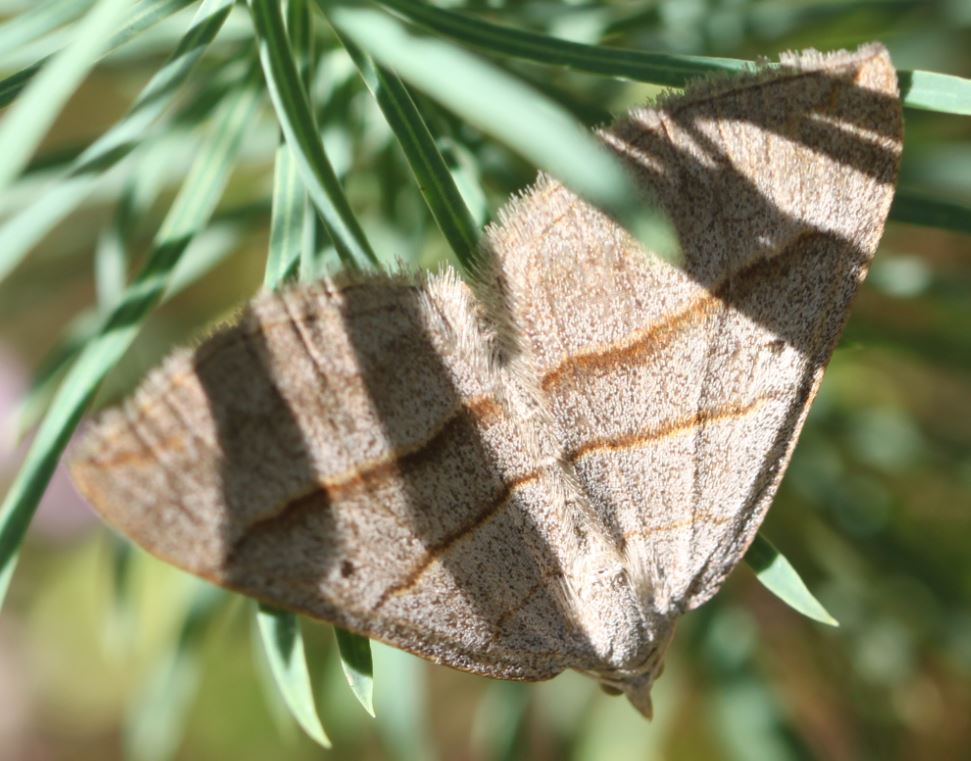